# Bristow (Nebraska)
Bristow és una població dels Estats Units a l'estat de Nebraska. Segons el cens del 2000 tenia 88 habitants.

## Demografia
Segons el cens del 2000, Bristow tenia 88 habitants, 40 habitatges, i 26 famílies. La densitat de població era de 199,9 habitants per km².
Dels 40 habitatges en un 27,5% hi vivien nens de menys de 18 anys, en un 57,5% hi vivien parelles casades, en un 2,5% dones solteres, i en un 35% no eren unitats familiars. En el 35% dels habitatges hi vivien persones soles el 17,5% de les quals corresponia a persones de 65 anys o més que vivien soles. El nombre mitjà de persones vivint en cada habitatge era de 2,2 i el nombre mitjà de persones que vivien en cada família era de 2,81.
Per edats la població es repartia de la següent manera: un 19,3% tenia menys de 18 anys, un 8% entre 18 i 24, un 20,5% entre 25 i 44, un 26,1% de 45 a 60 i un 26,1% 65 anys o més.
L'edat mediana era de 46 anys. Per cada 100 dones de 18 o més anys hi havia 129 homes.
La renda mediana per habitatge era de 28.125 $ i la renda mediana per família de 33.438 $. Els homes tenien una renda mediana de 18.125 $ mentre que les dones 16.250 $. La renda per capita de la població era d'11.737 $. Aproximadament el 7,4% de les famílies i el 10,1% de la població estaven per davall del llindar de pobresa.

## Poblacions més properes
El següent diagrama mostra les poblacions més properes.